# ام‌سی‌ای کورپوریشن
ام‌سی‌ای کورپوریشن (انگلیسی: MCA Corporation) ، شرکت سرگرمی آمریکایی بود، که در سال ۱۹۲۴ تأسیس شد.